# Козлов, Дмитрий Александрович (хоккеист)
Дмитрий Александрович Козлов (род. 6 января 1990, Омск) — российский хоккеист, защитник.

## Биография
Начал карьеру в 2009 году в составе омского клуба Молодёжной хоккейной лиги «Омские Ястребы», выступая до этого за фарм-клуб родного «Авангарда». В дебютном сезоне провёл 61 матч, набрав 18 (6+12) очков. В следующем сезоне в 45 матчах набрав 23 (7+16) очка.
Сезон 2011/12 также начал в составе клуба МХЛ. 22 ноября 2011 года в домашнем матче против «Амура» (1:2) дебютировал в Континентальной хоккейной лиге, проведя на площадке почти 11 минут.
С 2019 года был игроком польского клуба «Торунь».

## Статистика выступлений
Последнее обновление: 6 января 2017 года
|         |                  |                | Регулярный сезон | Регулярный сезон | Регулярный сезон | Регулярный сезон | Регулярный сезон | Регулярный сезон | Плей-офф | Плей-офф | Плей-офф | Плей-офф | Плей-офф | Плей-офф |
| Сезон   | Команда          | Лига           | Игр              | Г                | П                | Очк              | +/-              | Штр              | Игр      | Г        | П        | Очк      | +/-      | Штр      |
| ------- | ---------------- | -------------- | ---------------- | ---------------- | ---------------- | ---------------- | ---------------- | ---------------- | -------- | -------- | -------- | -------- | -------- | -------- |
| 2006/07 | Авангард-2       | Первая лига    | 1                | 0                | 0                | 0                | --               | 0                | —        | —        | —        | —        | —        | —        |
| 2007/08 | Авангард-2       | Первая лига    | 32               | 0                | 4                | 4                | --               | 10               | —        | —        | —        | —        | —        | —        |
| 2008/09 | Авангард-2       | Первая лига    | 8                | 0                | 2                | 2                | --               | 10               | —        | —        | —        | —        | —        | —        |
| 2009/10 | Омские Ястребы   | МХЛ            | 53               | 6                | 11               | 17               | -3               | 59               | 8        | 0        | 1        | 1        | -3       | 4        |
| 2010/11 | Омские Ястребы   | МХЛ            | 45               | 7                | 16               | 23               | +11              | 18               | —        | —        | —        | —        | —        | —        |
| 2011/12 | Омские Ястребы   | МХЛ            | 42               | 5                | 20               | 25               | +29              | 22               | 16       | 2        | 6        | 8        | +3       | 12       |
| 2011/12 | Авангард         | КХЛ            | 2                | 0                | 0                | 0                | -1               | 0                | —        | —        | —        | —        | —        | —        |
| 2012/13 | Зауралье         | ВХЛ            | 12               | 2                | 2                | 4                | -9               | 6                | —        | —        | —        | —        | —        | —        |
| 2013/14 | Ермак            | ВХЛ            | 15               | 0                | 1                | 1                | -7               | 14               | —        | —        | —        | —        | —        | —        |
| 2013/14 | Южный Урал       | ВХЛ            | 3                | 0                | 0                | 0                | +1               | 0                | —        | —        | —        | —        | —        | —        |
| 2014-15 | Беркут Караганда | ОЧРК           | 31               | 5                | 12               | 17               | +6               | 36               | —        | —        | —        | —        | —        | —        |
| 2015/16 | Сарыарка         | ВХЛ            | 4                | 0                | 0                | 0                | -1               | 0                | —        | —        | —        | —        | —        | —        |
| 2015-16 | Темиртау         | ОЧРК           | 31               | 4                | 10               | 14               | +8               | 24               | 1        | 0        | 0        | 0        | +1       | 0        |
| 2016-17 | Славутич         | Первенство ВХЛ | 29               | 1                | 2                | 3                | 6                | 6                | 12       | 0        | 7        | 7        | 2        | 10       |
| 2017-18 | Тамбов           | Первенство ВХЛ |                  |                  |                  |                  |                  |                  | —        | —        | —        | —        | —        | —        |

## Достижения
- Обладатель Кубка Харламова 2012